# 松岡由樹
松岡 由樹（まつおか ゆき、1981年12月18日 - ）は、日本の元グラビアアイドルである。栃木県出身。イエローキャブに所属していた。

## 来歴
お菓子系アイドルとしてデビュー。
- 1997年、ファイブスターガール（1997年後期）に選ばれる。
- 任天堂光るゲームボーイのCMへ出演。
- ファースト写真集［画用紙］が増刷。
- 箱根彫刻の森美術館のCMへ出演。
- 2000年、芸名を松岡由樹から、松岡ゆきに改め、アイドル活動をはじめる。
- 2002年、芸名を松岡ゆきから、松岡由樹に戻す。
- 2004年秋、イエローキャブを退社。

## プロフィール
- 趣味: お菓子作り
- 特技: バスケットボール
- 好きな色: ピンク

## 作品

### 写真集
- 画描紙（1998年1月、バウハウス、撮影：中村誠作）ISBN 9784-89461-1108
- 熱帯夜（1998年6月、扶桑社、撮影：永利隆之）ISBN 9784-59402-4987
- うさぎ-少女の神話 第2章-（1998年10月、バウハウス、撮影：橋本雅司）ISBN 978-4894611221
- Replicant（2000年7月、ぶんか社、撮影：会田我路）ISBN 978-4821123476
- 青い瞳(パパラブックス)（2001年1月、宙出版、撮影：小泉勝利）ISBN 9784-88618-2531

### イメージビデオ・DVD
- ラッキークレープ2（1998年、英知出版、30min）VHSのみ
- ドキッ!（1998年、h.m.p、40min）VHSのみ、共演:MEGUMI、かわい綾
- ごめんね。（1998年12月13日、英知出版、30min）VHSのみ
- ファイブスター "漂流"（1998年7月1日、ポニーキャニオン）
- LOLLYPOP（1998年7月、ポニーキャニオン、30min）VHSのみ
- Elfin（2000年4月20日、36min）
- イエローキャブ5人娘 Vol.1 "Blue Lagoon"（2000年8月20日、ラインコミュニケーションズ）共演:佐藤江梨子、川村亜紀、小池栄子、坂井優美
- イエローキャブ5人娘 Vol.2 "Green Island"（2000年9月20日、ラインコミュニケーションズ）共演:佐藤江梨子、川村亜紀、小池栄子、坂井優美
- Sunny Day Sunny（2002年8月25日）共演:MEGUMI、かわい綾
- Horizon（2002年11月20日、コムアライアンス、45min）
- zone（2004年1月25日）

## 出演

### テレビ
- 2001年8月12日 TBS系 ランク王国
- 2001年8月27日 テレビ朝日系 タイムショック21
- 2001年9月7日 フジテレビ系 プレゼンタイガー
- 2001年9月8日 テレビ東京系 出没!アド街ック天国 「山手線の黄金伝説!大塚」
- 2001年10月4日 TBS系 深夜の星「渋谷からリダイヤルっ娘!Part5」
- 2001年10月6日 テレビ東京系 山田まりやのくらしQ救クリニック （〜2001年12月22日）
- 2001年10月29日 日本テレビ系 ZZZ「秘密の爆笑大問題」
- 2001年11月5日 日本テレビ系 ZZZ「秘密の爆笑大問題」
- 2001年12月3日 日本テレビ系 ZZZ「秘密の爆笑大問題」
- 2001年12月20日  TBS系 深夜の星「携帯リダイヤルすごろく全部見せますスペシャル」
- 2002年1月12日 日本テレビ系 九州の宝島!!ぐるっと天草・美女3人旅! (共演:山田まりや、かわい綾)

### 映画・Vシネマ
- 電脳聖少女 共演:坂井優美/かわい綾/川村亜紀/MIKA/神林茂典
- 天然ビデオ萬 ~松田純&天然少女ALL STARS~ (1999年2月17日)
- 実録 暴走族 ブラックエンペラー レディース (2006年)
- PRIVATE DREAM(S) (2007年)

### CM
- 2001年11月12日〜 アイフォー『筆王2002』 (筆王ガールズとして。共演:小池栄子、小野愛)